# Marie Lucie Nessi
Pour les articles homonymes, voir Nessi et Valtat.
Marie Lucie Nessi, dite aussi Marie Lucie Nessi-Valtat de son nom d'épouse, née à Paris le 9 juillet 1910 et morte à Villiers-le-Bel le 4 décembre 1992, est une artiste peintre française.

## Biographie
Marie Lucie Nessi fait des études secondaires. Ses parents l'autorisent à entrer dans une école de dessin en 1926.
Deux ans plus tard, elle fréquente l'atelier de Louis-François Biloul et d'André Lhote et s'inscrit à l'École nationale supérieure des beaux-arts et l'Académie de la Grande Chaumière. Elle côtoie ses condisciples et amis, Léonard Foujita, Jean Hélion et Moïse Kisling.
En vacances à Ouistreham, elle fait la connaissance de Jean Valtat, docteur en stomatologie et fils unique du peintre Louis Valtat, dont la famille est originaire de Troyes, et l'épouse le 5 avril 1932 à Choisel. Son beau-père l'encourage à poursuivre son métier de peintre, mais elle doit réduire ses activités pour seconder son mari dans son travail.
Ils parcourent l'Europe jusqu'en 1939, à la déclaration de la Seconde Guerre mondiale, où son mari est mobilisé. En 1948, le couple divorce à la demande de son mari.
Elle fonde une fabrique de céramique et se consacre à son art. Les temps n'étant pas favorables au développement artistique, sa famille l'aide. En 1954, elle ferme son atelier de céramique deux ans après le décès de son beau-père, dont sa veuve décide d'assumer seule financièrement les besoins de ses petits-enfants.
Marie Lucie Nessi peut alors se consacrer à sa peinture et effectue de nombreux voyages en Italie, Algérie, Cameroun, Espagne et Grèce. Elle participe à de nombreuses expositions et Salons.
Elle signe un contrat d'exclusivité avec Wally Findlay International Galleries  en 1972.
En 1982, elle est victime d'un infarctus puis le 25 mai 1988, elle est victime d'une hémorragie cérébrale et se retrouve dans l'incapacité de peindre. Elle meurt le 4 décembre 1992 à Villiers-le-Bel.
L'Association Nessi-Valtat entretient la mémoire de cette artiste.

## Réception critique
André Fraigneau écrit : « Nessi est une fille d'Ève qui a gardé la clef du jardin d'Eden, jardin où elle se promène avec son attirail de peintre, et d'où elle nous rapporte de merveilleux tableaux. Bien que ce jardin ressemble beaucoup à notre univers quotidien, nous n'avons pas d'yeux pour le voir. Et Nessi nous ouvre les yeux sur lui. La peinture de Nessi attire immédiatement l'attention parce qu'elle a un don qui dépasse celui du langage : elle a le don de chanter. Elle chante la beauté du monde et ses notes sont si parfaites et si pures qu'elles vont droit au cœur »

## Expositions
- Exposition universelle de 1937, où elle obtient une médaille d'argent.
- 1959 : galerie de Paris à Toulouse, Marie-Lucie Nessi, Peintures, du 27 novembre au 12 décembre.
- 1960 : galerie des peintres du XXe siècle, Galerie Aymonier, Exposition Peintres Néo-Impressionnistes, Louis Valtat, Cross, Nessi, Seyssaud, Signac, Maximilien Luce, Fer, du 6 mai au 31 mai.
- 1960 : New York, Galerie Félix Vercel, Joie de vivre, du 25 octobre au 15 novembre.
- 1961 : galerie des peintres du XXe siècle, Aymonier, Marie-Lucie Nessi, du 1er au 15 décembre.
- 1962 : Locarno en Suisse.
- 1964 : galerie du Sagittaire à Lyon, Marie-Lucie Nessi, du 21 février au 12 mars.
- 1967 : galerie Marcel Bernheim, no 33 rue La Boétie à Paris, Nessi, du 6 au 18 avril.
- 1971 : galerie du Drap d'Or à Cannes, Nessi œuvres récentes, du 20 juillet au 15 août.
- 1972 : Wally Findlay Galleries à Chicago, Nessi.
- 1973 : Wally Findlay Galleries à Beverly Hills et Palm Beach, Nessi.
- 1974 : Wally Findlay Galleries à New York et Beverly Hills, Nessi.
- 1976 à 1978 : Wally Findlay Gelleries à Chicago, Nessi.
- 1977 : galerie Wally Findlay à Paris, Nessi, médaille d'argent du grand prix humanitaire de France.
- 1980 : galerie Wally Findlay à Paris, Nessi.
- 1981 : galerie Wally Findlay à Paris, hôtel Georges V.
- 1986 : Wally Findlay Galeries, New York, Marie-Lucie Nessi-Valtat, rétrospective 1950-1980, du 25 mars au 26 avril.
- 1989 : Wally Findlay Galleries, New York, Nessi puis French Post-Impressionnists the New Vanguard.
- 1990 : Wally Findlay Galleries à Palm Beach, French Post Impressionists, The New Vanguard.
- 1991 : Wally Findlay Galeries à New York et Palot Beach, exposition de groupe Paintings for Collectors.
- 1993 : château de Breteuil, Hommage à Marie-Lucie Nessi-Valtat, les 3 et 4 avril.
- [998 : Granville, musée du Vieux Granville, Des peintres au pays des huîtres, du 11 juillet au 12 octobre.
- 2001 : galerie des Grands Augustins, Paris, Marie-Lucie Nessi-Valtat, juin-juillet, catalogue d'exposition.